# Arena Sonora
La Arena Sonora es un escenario deportivo localizado en Hermosillo, Sonora, México. Ha sido sede de diversos equipos de baloncesto a lo largo de su historia, como los Soles de Hermosillo que vieron acción en el Circuito Mexicano de Básquetbol a principios de la década de los 90´s, y en el Circuito de Baloncesto de la Costa del Pacífico de 2003 a 2005. Además los Seris de Hermosillo de la American Basketball Association, en 2006 también fueron locales en la duela de este Gimnasio. Por último, los Rayos de Hermosillo son locales desde el CIBACOPA 2009. A partir de la temporada 2024 del Circuito de Baloncesto del Pacífico, el equipo La Tribu de Hermosillo también utiliza la Arena como local.
La instalación del sistema eléctrico estuvo a cargo del famoso beisbolista amateur de la ciudad y mánager del club "Cerro de la Campana", Rodolfo "Opi" Valencia Valle. El "Opi", fue también parte de los electricistas que instalaron el sistema eléctrico del antiguo Estadio Fernando M. Ortiz, primer estadio del club de béisbol Naranjeros de Hermosillo, que en aquel tiempo era llamado "Casa del Pueblo". Por su experiencia como electricista fue que se le requirió para dar vida al principal Gimnasio de la ciudad.
La Arena Sonora ha sido el escenario en donde se han definido varias finales consecutivas del CIBACOPA. En 2011 los Mineros de Cananea se proclamaron campeones del circuito al vencer en cuatro juegos a los Rayos de Hermosillo, viendo coronarse en su casa al equipo rival; después en 2012 Hermosillo derrotó en siete emocionantes encuentros a los Ostioneros de Guaymas, coronándose ahora en la Arena Sonora. Por último en 2013 los Rayos lograron el bicampeonato al ganar la serie en casa en siete juegos a la Garra Cañera de Navolato.
De nueva cuenta, la duela fue escenario del campeón en 2016 y en 2017. En ambas ocasiones Rayos cayó en casa viendo coronarse a Náuticos de Mazatlán y a Halcones de Ciudad Obregón, respectivamente.
En 2019 la duela de la catedral sonorense del basketball vio de nueva cuenta coronarse a Rayos como campeón, esta vez en siete juegos contra Mantarrayas de La Paz. 
En 2023 y 2024 la Arena Sonora vivió otra vez dos finales consecutivas. Primero Astros de Jalisco resultó victorioso en tierras hermosillenses. Un año después, Rayos cobró revancha y se galardonó en su casa.